# Аллен (Небраска)
Аллен (англ. Allen) — селище (англ. village) в США, в окрузі Діксон штату Небраска. Населення — 355 осіб (2020).

## Географія
Аллен розташований за координатами 42°24′52″ пн. ш. 96°50′36″ зх. д. / 42.41444° пн. ш. 96.84333° зх. д. (42.414434, -96.843209).  За даними Бюро перепису населення США в 2010 році селище мало площу 0,96 км², уся площа — суходіл.

## Демографія
Згідно з переписом 2010 року, у селищі мешкало 377 осіб у 159 домогосподарствах у складі 101 родини. Густота населення становила 391 особа/км².  Було 176 помешкань (183/км²).
Расовий склад населення:
| - 98,1 % — білих - 0,3 % — чорних або афроамериканців - 0,3 % — азіатів - 1,3 % — осіб інших рас |

До двох чи більше рас належало 0,0 %. Частка іспаномовних становила 3,4 % від усіх жителів.
За віковим діапазоном населення розподілялося таким чином: 28,9 % — особи молодші 18 років, 52,3 % — особи у віці 18—64 років, 18,8 % — особи у віці 65 років та старші. Медіана віку мешканця становила 39,8 року. На 100 осіб жіночої статі у селищі припадало 89,4 чоловіків;  на 100 жінок у віці від 18 років та старших — 86,1 чоловіків також старших 18 років.
Середній дохід на одне домашнє господарство  становив 59 083 долари США (медіана — 46 875), а середній дохід на одну сім'ю — 73 678 доларів (медіана — 58 958). Медіана доходів становила 41 563 долари для чоловіків та 26 563 долари для жінок. За межею бідності перебувало 11,0 % осіб, у тому числі 29,3 % дітей у віці до 18 років та 2,9 % осіб у віці 65 років та старших.
Цивільне працевлаштоване населення становило 186 осіб. Основні галузі зайнятості: виробництво — 25,8 %, освіта, охорона здоров'я та соціальна допомога — 19,4 %, сільське господарство, лісництво, риболовля — 13,4 %, роздрібна торгівля — 8,6 %.